# Aloe pluridens
Aloe pluridens é uma espécie de liliopsida do gênero Aloe, pertencente à família Asphodelaceae.